# Protorothyris
Protorothyris is een geslacht van uitgestorven protorothyrididen, bekend uit het Vroeg-Perm van Texas en West Virginia van de Verenigde Staten. Het werd benoemd in 1937 door Llewellyn Ivor Price en de typesoort is Protorothyris archeri. Protorothyris archeri is bekend van het holotype MCZ 1532, een driedimensionaal geconserveerde schedel en van de genoemde exemplaren, afkomstig van vier extra exemplaren, MCZ 2147-2150. Alle exemplaren werden verzameld in de vindplaats Cottonwood Creek, van de Archer City-formatie in Texas, daterend uit het Asselien van het Cisuralien, ongeveer 299-294,6 miljoen jaar geleden. Een tweede soort, P. morani, werd voor het eerst benoemd door Alfred Sherwood Romer in 1952 met zijn eigen geslachtsnaam Melanothyris. In 1973 combineerden J. Clark en Robert L. Carroll Protorothyris morani als een Protorothyris-soort. Het is bekend van het holotype CM 8617, een driedimensionaal geconserveerde schedel. Het werd verzameld op de Blacksville-vindplaats, uit de Washingtonformatie (Asselien) van West Virginia.

## Beschrijving
Dit op een hagedis lijkende dier kon een lengte bereiken van ongeveer dertig centimeter. De schedel was groot in vergelijking met het lichaam, vooral in vergelijking met die van andere basale reptielen zoals Coelostegus. De tanden waren klein en scherp, hoewel er een grote hoektandachtige tand aan de voorkant van het bovenkaaksbeen was. Het tabulaire bot lag niet in nauw contact met het squamosum. De scapolarocoracoïde in de schoudergordel was goed verbeend, wat wijst op een opmerkelijk vermogen voor voortbeweging op het land. De benen waren slank, terwijl de borst twee keer zo breed was als het bekken.

## Classificatie
Protorothyris werd voor het eerst beschreven in 1937, toen Llewellyn Ivor Price een fossiele schedel van de Archer City-formatie op de Cottonwood Creek-vindplaats in Texas classificeerde als Protorothyris archeri. Andere overblijfselen, allemaal uit dezelfde formatie en inclusief delen van het skelet, werden aan deze soort toegeschreven. De tweede soort Protorothyris morani werd aanvankelijk door Alfred Sherwood Romer beschreven als het op zichzelf staand geslacht Melanothyris. Deze soort, bekend om een schedel, is afkomstig van de Blackville-vindplaats in de Washingtonformatie van West Virginia. Alleen een herbeschrijving van het materiaal, gemaakt door Clark en Carroll in 1973, maakte het mogelijk om de soort in te delen in het geslacht Protorothyris.
Protorothyris werd aanvankelijk beschouwd als onderdeel van een evolutionaire reeks primitieve reptielen die zich, uitgaande van dit dier, ontwikkelden tot de geslachten Romeria en uiteindelijk Captorhinus. Momenteel worden de laatste twee geslachten beschouwd als onderdeel van een groep reptielen die bekend staat als captorhiniden, die als meer basaal worden beschouwd, terwijl Protorothyris de naam geeft aan de groep prothorothyrididen (in ieder geval als parafyletisch beschouwd), dicht bij de oorsprong van de diapsiden.

## Soorten
- P. archeri Price, 1937
- P. morani (Romer, 1952)